# Ингрэм, Хьюберт

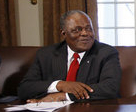
Ингрэм

Хьюберт Александер Ингрэм (англ. Hubert Alexander Ingraham; род. 4 августа 1947) — премьер-министр Багамских Островов с 21 августа 1992 до 3 мая 2002 и с 4 мая 2007 по 8 мая 2012
В 1976 году избран членом Национального исполнительного комитета и национальным председателем Прогрессивной либеральной партии. Член парламента с 1977, занимал министерские посты с 1982 по 1984. После отправки в отставку в связи с коррупционными скандалами с 1987 Ингрэм — независимый депутат парламента, в 1990 перешёл в оппозицию и возглавил оппозиционное Свободное национальное движение. 
После победы в 1992 его партии на парламентских выборах сменил находившегося у власти более 25 лет Линдена Пиндлинга. В 2002 ушёл в отставку с поста лидера партии в пользу Томаса Тёрнквеста. В том же году СНД проиграло выборы Прогрессивной либеральной партии под руководством Перри Кристи, ставшего новым премьер-министром.
В 2005 Ингрэм был вновь избран лидером партии и на парламентских выборах 2 мая 2007 одержал убедительную победу, вновь став премьер-министром, и занял в новом правительстве также пост министра финансов.